# Дарштайн

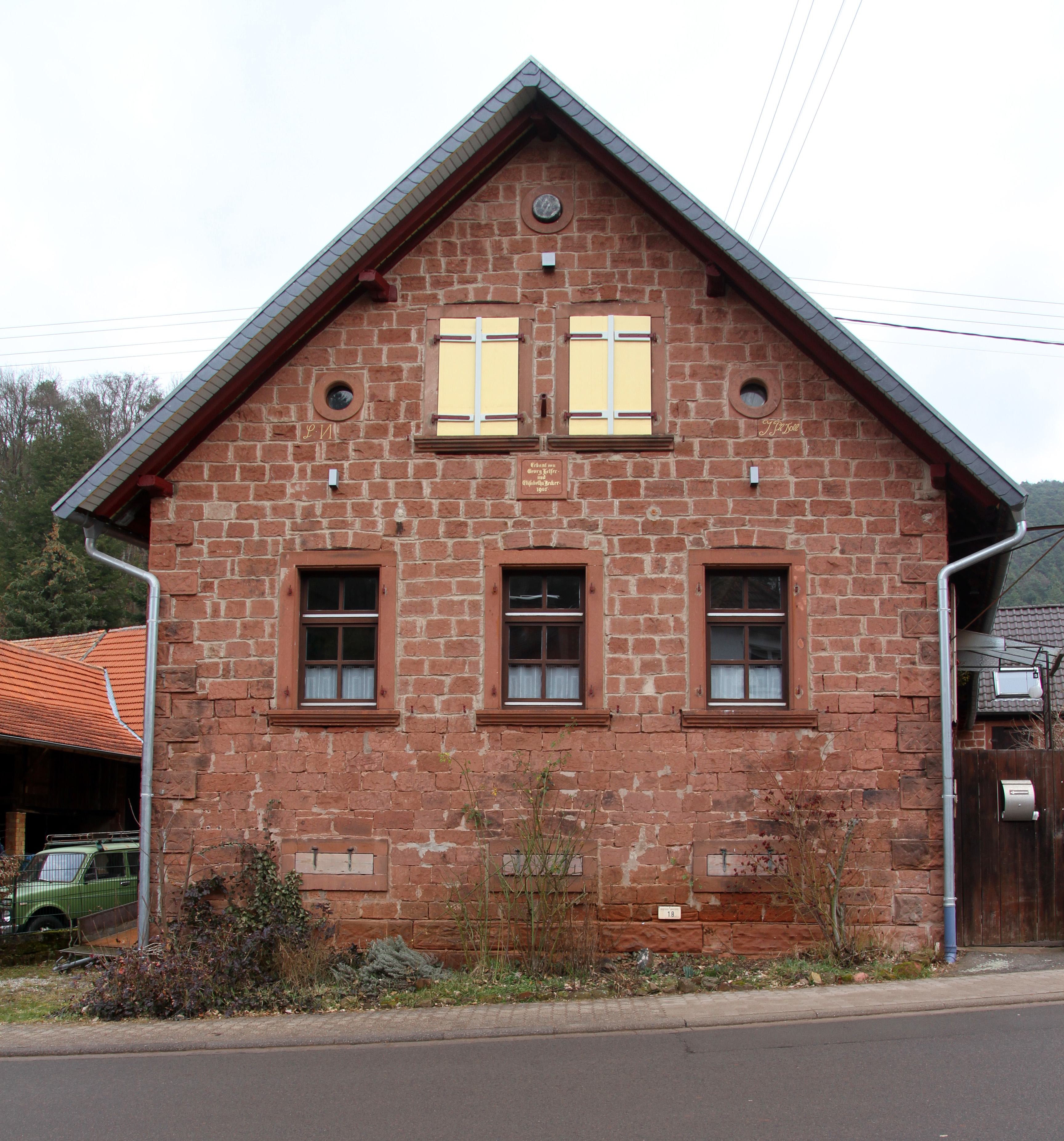

Дарштайн (нем. Darstein) — коммуна в Германии, в земле Рейнланд-Пфальц.
Входит в состав района Юго-западный Пфальц. Подчиняется управлению Хауэнштайн. Население составляет 215 человек (на 31 декабря 2010 года). Занимает площадь 2,39 км².